# Особове ім'я
Особове ім'я — вид антропоніма, який надається людині при народженні. У майбутньому доросла людина має можливість його змінити.

## Функція
Особове ім'я має функцію індивідуалізації, тобто називає (ідентифікує) людину. Будь-яке ім'я фактично може позначати не одну людину. Повторюваність імен пов'язана з певною обмеженістю їхньої кількості. Індивідуалізаційну функцію воно виконує лише в кожному конкретному випадку.

## Історія
Особове ім'я має глибоку історію. Невідомо, коли і як, на якому ступені розвитку суспільства й мови воно виникло. В усі історично відомі періоди людського суспільства існувало особове ім'я його членів.

## Семантика
Семантика імен майже не залежить від характеру мови. Так, чоловічі імена, що означають силу, сміливість, владу, є звичайними в більшості народів світу; семантичні особливості імен кожного етносу пояснюються умовами життя, що складалися історично. Імена людей, що з'являлися в різні періоди історії народу, відбивають стан його в кожний історичний проміжок часу: рівень культури, становище у суспільстві, релігію, світосприйняття.

## Українські імена
Українські особові імена за своїм походженням поділяються на слов'янські (імена язичницькі) та запозичені (імена християнські). Традиційно вони мають певні граматичні форми для чоловічих і жіночих імен.